# Персей (бриг, 1840)
«Персе́й» — 16-гарматний бриг Чорноморського флоту Російської імперії.

## Історія
Закладений у Миколаєві 16 липня 1839 року, головний будівник — полковник корпусу корабельних інженерів Г. В. Афанасьєв. Після спуску на воду 23 червня 1840 року увійшов до складу Чорноморського флоту Російської імперії.
У 1841—1843 роках у складі ескадр перебував у практичних плаваннях у Чорному морі. 20 липня 1843 року перейшов із Севастополя в Архіпелаг, перебуваючи у розпорядженні російського посланника в Греції. У 1844 році повернувся до Севастополя.
У 1845 році в складі загону кораблів на чолі з віцеадміралом Ф. П. Літке брав участь в плаванні Чорнем морем, зустрічаючи з-за кордону князя Костянтина Миколайовича.
Протягом 1846—1848 років у складі загонів діяв біля Кавказького узбережжя.
У 1851 році знову був направлений в Архіпелаг у розпорядження російського посланника в Греції. 23 листопада 1851 року В. О. Корнілов інформував оберінтенданта Чорноморського флоту і портів контрадмірала М. Ф. Метліна про перехід загону кораблів, включно з «Персеєм», із Севастополя до Миколаєва, де всі кораблі повинні були пройти передпохідний ремонт. 18 березня 1852 року відповідно до раніше ухваленого плану «Персей» під командуванням капітан-лейтенанта І. О. Шестакова вийшов із Севастополя і 25 березня прибув до Миколаєва. 
23 червня 1852 року віцеадмірал М. Б. Берх повідомив російського посланця в Константинополі про те, що на зміну кораблям, які перебували в Піреї та Константинополі, 1 липня вирушить бриг «Орфей», а потім, з інтервалом у 15 днів, корвет «Аріадна» і бриг «Персей».
8 серпня «Персей» прибув в розпорядження О. П. Озерова, який змінив шхуну «Дротик» в Буюкдере.
Через початок Кримської війни, яка застала «Персея» у Середземному морі, бриг не зміг повернутися в Росію і 1854 року був проданий у Зорі грецькому уряду, який перебував у Трієсті разом із корветом «Аріадна» і бригом «Орфей», які теж не могли повернутися до Чорного моря і були куплені греками за рік до того.
У середині квітня 1854 року всі три кораблі вирушили в Грецьке королівство. Щоб не допустити військово-морського посилення Греції, англо-французький флот здійснював патрулювання в районі Адріатики та Іонічного моря.
Дорогою англійський корабель «Адамас» помітив «Аріадну», «Орфея» і «Персея» на далматинському узбережжі, захопивши та відтіснивши їх до австрійського порту Гавруза, де їх було роззброєно. Кораблі залишалися там до жовтня 1854 року, при цьому невелика частина їхніх екіпажів була залишена охороняти їх, а решта була повернута до Греції. Після низки запевнень і гарантій з боку грецького уряду британці та французи дозволили трьом захопленим кораблям вирушити до Греції, а австрійський уряд санкціонував перестановку озброєнь, вивезених під час їхнього захоплення.
Військовий корабель «Отон» перевіз екіпажі кораблів і вони негайно відпливли в бік Грецького королівства. Однак продовжити служити грецькому флоту змогла тільки «Аріадна». Кораблі «Орфей» і «Персей» за цей час набули такого поганого стану, що їх неможливо було відремонтувати, і тому вони слугували плавучими шпиталями для лікування жертв епідемії холери в Афінах у 1845—1855 роках.
У 1862 році гармати з бригу були перенесені на грецький корабель «Людовікос», а 1868 року «Персей» було продано.

## Командири
- А. Б. Іванов (1841—1844);
- І. Х. Бернар-де-Граве (1845—1849).

## Увічнення пам'яті
- У 2002 році в Україні було випущено поштові марки з фрегатом «Сизополь» і бригом «Персей» з серії «Суднобудування в Україні»[11].